# 人工進化
是一部2009年由加拿大與法國合拍的科學虛構驚悚伦理電影，由文森佐·納塔利執導，安德林·布洛迪與莎拉·波莉主演，內容是一對科學家情侶將人的DNA加入他們的動物基因拼接工作中，并创造出一个可以在水中呼吸的杂交生物的故事。

## 角色
- 安德林·布洛迪 飾 Clive Nicoli
- 莎拉·波莉 飾 Elsa Kast
- 戴爾芬·尚內亞克 飾 Dren
- 布蘭登·麥吉邦 飾 Gavin Nicoli
- 西莫娜·邁卡內斯庫 飾 Joan Chorot
- 大衛·惠利特 飾 William Barlow
- 艾碧該·朱 飾 幼年Dren

## 外部連結
- 互联网电影数据库（IMDb）上《Splice》的资料（英文）
- 爛番茄上《Splice》的資料（英文）
- Metacritic上《Splice》的資料（英文）
- Box Office Mojo上《Splice》的資料（英文）
- AllMovie上《Splice》的资料（英文）